# Podabrus kusamai
Podabrus kusamai es una especie de coleóptero de la familia Cantharidae.

## Distribución geográfica
Habita en Japón.